# Королевские Саудовские стратегические ракетные силы
Королевские Саудовские стратегические ракетные силы (араб. الصواريخ الاستراتيجية على‎, англ. Royal Saudi Strategic Missile Force — RSSMF) являются пятым видом Вооружённых сил Саудовской Аравии. Штаб-квартирой стратегических ракетных сил был (вероятно) подземный комплекс штаба ПВО в Эр-Рияде, так называемый «Щит мира» системы саудовской ПВО. Но в июле 2013 года было торжественно открыто новое роскошное здание — штаб и академия стратегических ракетных сил в Эр-Рияде. На открытии присутствовали принц Халид бин Султан бин Абдулазиз и командующий стратегических ракетных сил генерал-майор Джаралла Алалувайт.
Королевские Саудовские стратегические ракетные силы совершенно засекречены, открытой информации о точном количестве персонала или бюджете нет.

## Вооружение
Главное оружие стратегических ракетных сил — жидкостные баллистические ракеты DF-3 (Дунфэн-3 (DongFeng), по классификации НАТО — CSS-2), купленные у Китая в 1987—1988 гг.
Есть версия, что эти ракеты куплены по плану принца Бандара ибн Султана (тогда посла в США), чтобы надавить на власти США, отказывающиеся (из-за израильского лобби) продавать Саудовской Аравии новые самолёты AWACS. Самолёты были поставлены, но само поведение Саудовской Аравии вызвало негативную реакцию в ЦРУ и в Госдепе США.
Вариант DongFeng 3A — это баллистическая ракета средней дальности (до 2800 км). Она была разработана специально для экспортного заказа в Саудовскую Аравию в 1987 году, с обычной фугасной боевой частью (2150 кг) вместо ядерной. Около 30 ~ 120 ракет и 9 ~ 12 пусковых установок, как сообщается, были доставлены в 1988 году, хотя ни один их запуск никогда не был замечен в самой стране-заказчике.
Некоторые источники предполагали (2013), что RSSMF рассматривает возможность приобрести передовые китайские баллистические ракеты DF-21 в ближайшем будущем.
Эти опасения подтвердились в начале 2014 года, когда в СМИ появились сообщения о закупке у Китая королевством этих более совершенных твердотопливных ракет средней дальности. В этих сообщениях упоминается книга «Patriot Lost», которую написал бывший наемник-аналитик американской разведки (до этого флотский инженер) Джонатан Счерк (Jonathan Scherck), описавший покупку Саудовской Аравией мобильных твердотопливных ракет DF-21 у Китая в 2003—2004 году, с получением разрешения от администрации президента США не позже декабря 2003 года. Автор книги был уволен в 2008 году за попытки расследовать эту сделку, используя данные из Национального агентства геопространственной разведки США (National Geospatial Agency), и затем имел проблемы с ЦРУ из-за изложенного в своей книге (в результате чего он теперь работает ночным портье в отеле).
Источники в ЦРУ утверждают, что сделка прошла в 2007 году с разрешения США и под контролем специалистов ЦРУ (замдиректора Michael Morrell, ответственный в ЦРУ за Азию; John Kringen, тогдашний начальник директората разведки; и неназванный начальник отдела ЦРУ в Эр-Рияде), которых любезно пригласили саудовцы, согласовывая детали в Лэнгли весной и летом 2007, для того, чтобы американские специалисты убедились в поставке ракет именно с обычными, а не ядерными боеголовками.
В статьях также поднимается вопрос и о третьем типе ракет, явно присутствующем на сувенирном макете, который обсуждают замминистра обороны королевства принц Фахд и командующий стратегических ракетных сил генерал-майор Джаралла Алалувайт на опубликованной фотографии (см. фото).

## Используемые базы
Королевские Саудовские стратегические ракетные силы используют четыре подтверждённые базы (с №№ 511, 522, 533, 544) и, возможно, ещё одну базу Аш Шамли (Ash Shamli), № 566:
- Эксперты особо выделяют новую частично подземную ракетную базу Ад Давадми (Ad Dawadmi) или Аль Ватах (Al Watah), № 544, построенную в 2008 году в районе местечка Аль-Ватах (база баллистических ракет Аль Ватах, была обнаружена на спутниковых снимках[13]) в скалистой центральной части Саудовской Аравии, около 240 км к юго-западу от столицы Эр-Рияд (координаты базы 24°12,43′ с. ш. 44°41,59′ в. д.HGЯO). База имеет периметр безопасности с контрольно-пропускным пунктом на главной дороге, зону складов и административных зданий, две стартовые площадки и башню связи в равнинной части, дороги и около 7 ворот, ведущих в подземные туннели в скалах, укреплённые гаражи для пусковых установок за дополнительным КПП в районе разветвлённых ущелий[14][15].
- Ещё одна частично подземная база баллистических ракет Раудах (Rawdah), № 533, находится в 550 км к юго западу от столицы королевства и в 23 км (а жилая зона всего в 7 км) к югу от города Ранья (Ranyah), и называется база Rawdah (Raniyya).
Асфальтовая дорога, идущая с севера от жилой зоны базы, проходит по извилистому ущелью сквозь скалистый кряж, но параллельная просёлочная дорога входит в тоннель (21°03′33″ с. ш. 42°53′02″ в. д.HGЯO) и выходит из тоннеля (21°03′16″ с. ш. 42°52′52″ в. д.HGЯO) напротив самой базы (координаты 21°02′59″ с. ш. 42°52′36″ в. д.HGЯO).
В точке с координатами 21°2,42′ с. ш. 42°52,43′ в. д.HGЯO отчетливо видны старые (возможно, недействующие, используемые для тренировок) китайские баллистические ракеты (DF-3).

Две других более старых базы в Эс-Сулайиль и Аль Джуфайр имеют много общего: они не имеют видимых подземных сооружений, но их объекты разбросаны на большом удалении друг от друга:
- База баллистических ракет Аль Джуфайр (Al Jufayr) — она же Аль Хариг (Al Hariq), № 511[12], находится всего в 75 км к юго-юго-западу от центра Эр-Рияда и в примерно в 40 км к северо-западу от города Аль Хариг. Фотографии базы были размыты на Google maps до 2014 года. Теперь там видна коммуникационная вышка на холме у дороги (координаты 24°01′52″ с. ш. 46°18′39″ в. д.HGЯO) и западнее её несколько зданий вдоль той же дороги (координаты 24°01′18″ с. ш. 46°17′30″ в. д.HGЯO). Далее на юго-запад эта дорога внезапно становится асфальтированной (23°59′36″ с. ш. 46°15′04″ в. д.HGЯO) и продолжается в никуда (23°56′27″ с. ш. 46°10′58″ в. д.HGЯO), но ещё до её конца ответвляется просёлочная дорога, ведущая в карьер с капонирами для мобильных пусковых установок (23°55,29′ с. ш. 46°11,37′ в. д.HGЯO).
- Самая старая ракетная база Эс-Сулайиль, она же Вади ад-Давасир (Wadi ad-Dawasir), № 522, построенная китайскими инженерами в 1988 году, расположена на расстоянии около 470 км юго-западу от столицы и в 25 км к северу от города Эс-Сулайиль (координаты базы 20°43′07″ с. ш. 45°35′40″ в. д.HGЯO).
Каждый комплекс состоит из двух ракетных гарнизонов (север и юг), с отдельными: жилым комплексом, районом технического обслуживания и административным комплексом. Гарнизоны находятся на небольшом расстоянии друг от друга (возможно, один из них тренировочный, для курсантов) внутри охраняемого периметра. Административные и вспомогательные комплексы находятся за пределами периметра безопасности.
- Неподтверждённая база Аш Шамли (Ash Shamli), № 566, координаты 27°15′49″ с. ш. 40°03′14″ в. д.HGЯO или 27°39′52″ с. ш. 40°14′14″ в. д.HGЯO, примерно в 750 км на северо-запад от столицы (в пустыне).

## Возможная связь с ядерной программой Саудовской Аравии
Роль Королевских Саудовских стратегических ракетных сил быстро растёт с тех пор, как Саудовская Аравия и другие арабские государства Персидского залива в 2009 году объявили, что хотят создать ядерное оружие как контрмеру против ядерной программы Ирана. Король Саудовской Аравии Абдулла и принц Турки бин Фейсал Аль Сауд (бывший начальник саудовской разведки на протяжении 24 лет, уволенный с этого поста за 10 дней до того как произошли террористические акты 11 сентября 2001 года) неоднократно упоминали об этом в своих заявлениях.
Некоторые эксперты считают (исходя из финансирования Саудовской Аравией пакистанской ядерной программы), что Саудовская Аравия может в любой момент получить ядерное оружие от Пакистана, так как «Исламабад и Эр-Рияд якобы заключили тайное соглашение, по которому Пакистан обязался предоставить Саудовской Аравии ядерное оружие в случае угрозы кризиса на Ближнем Востоке».